# IC 2929
IC 2929 — галактика типу I (нерегулярна галактика) у сузір'ї Лев.
Цей об'єкт міститься в оригінальній редакції індексного каталогу.